# Ralf-Peter Hemmann
Ralf-Peter Hemmann (* 8. Dezember 1958 in Dresden) ist ein ehemaliger deutscher Geräteturner. Sein Heimatverein war der SC DHfK Leipzig.
Er gewann mit der Mannschaft der Deutschen Demokratischen Republik (DDR) bei den Olympischen Sommerspielen 1980 in Moskau eine Silbermedaille im Mannschaftsmehrkampf. Im Einzelwettbewerb im Pferdsprung wurde er bei diesen Spielen Vierter. Am gleichen Gerät siegte er ein Jahr später bei den Turn-Weltmeisterschaften, die 1981 ebenfalls in Moskau stattfanden. Mit der DDR-Mannschaft errang er bei den Weltmeisterschaften 1978 in Straßburg die Bronzemedaille im Mehrkampf.
Bei DDR-Meisterschaften gewann er insgesamt fünf nationale Einzeltitel. Er wurde 1978, 1979 und 1980 DDR-Meister am Barren, 1978 am Reck sowie 1981 im Ringeturnen. 1980 wurde er mit dem Vaterländischen Verdienstorden in Bronze ausgezeichnet.
Nach Aussagen sowjetischer Funktionäre gab Hemmann bei der WM 1981 in Moskau eine positive Dopingprobe ab. Der Fall wurde nicht veröffentlicht und auch Hemmann wurde nicht informiert. Erst ein halbes Jahr später wurde ihm, obwohl amtierender Weltmeister, von Offiziellen des DDR-Sports mitgeteilt, dass seine Karriere beendet ist.